# آبردین (فلوریدا)
آبردین، فلوریدا (به انگلیسی: Aberdeen, Florida) در ایالات متحده آمریکا با جمعیت ۲٬۶۷۲ نفر است که در فلوریدا واقع شده‌است.